# Koen Wilssens
Koen Wilssens (Beveren, 15 maart 1981) is een voormalig Belgische atleet, die zich initieel toelegde op de 3000 m steeple. Hij veroverde op deze discipline drie keer de Belgische titel. Ook op de 3.000m Short Track (indoor) pakte hij in 2008 de nationale titel. Vanaf 2009 begon hij ander terrein op te zoeken zoals de weg, het berglopen en het oriëntatielopen. Inmiddels ligt Koen zijn atletiekcarrière ver achter zich en is hij vooral bekend als CEO van Runners' lab, het voormalige Runners Service Lab. Deze loopspeciaalzaak kent inmiddels acht vestigingen in Vlaanderen met een negende in de pijplijn.

## Biografie
Wilssens werd tussen 2005 en 2008 driemaal Belgisch kampioen op de 3000 m steeple. In 2008 veroverde hij ook de indoortitel op de  3000 m.
Daarna schakelde Wilssens over naar het berglopen. Hij nam ook tweemaal deel aan de Europese kampioenschappen berglopen. Op de weg won hij in 2009 de Antwerp 10 Miles. 

### Clubs
Wilssens was aangesloten bij Atletiek Volharding Beveren. Hij was van 2002 tot 2005 profatleet bij Atletiek Vlaanderen.

### Beroep
Na zijn actieve carrière ging Wilssens aan de slag bij het door zijn vader in 1980 opgerichte Runners Service Lab. Het stond in de sterren geschreven dat Koen in de zaak zou stappen. Als kind groeide hij op tussen de schoendozen. Hij hielp op jonge leeftijd zelfs al mee met de veters - die destijds nog niet standaard in de schoenen zaten - in de schoenen te steken. Naarmate hij ouder werd, stapte hij als adviseur in de zaak om de winkelwerking beter te leren kennen. In 2009, hetzelfde jaar van zijn overwinning op de Antwerp 10 Miles, nam Koen het CEO-schap over van zijn vader Jempi. Jempi stond op dat moment bijna 30 jaar aan het hoofd van Runners' lab. Ondanks zijn troonafstand blijft de founder nog altijd nauw betrokken bij de familiezaak, weliswaar achter de schermen.
Onder Koen zijn bewind groeide de loopspeciaalzaak uit tot de grootste in Vlaanderen en ver daarbuiten. Runners' lab is inmiddels een referentie op vlak van biomechanische voetanalyses met een ruim aanbod loop- én wandelschoenen en een atelier voor schoenaanpassingen. Topatleten als Mo Farah, Paula Radcliffe, [./Https://en.wikipedia.org/wiki/Eilish_McColgan Eilish McColgan], Bashir Abdi en vele anderen kwamen er reeds meermaals over de vloer.
Tot op heden telt Runners' lab acht vestigingen verspreid over heel Vlaanderen. De missie van Koen is om lopers te inspireren, motiveren en hen blessurevrij te houden zodat ze (blijven) genieten van alles wat met lopen te maken heeft.
Belgische kampioenschappen
| Onderdeel      | Jaar             |
| -------------- | ---------------- |
| 3000 m steeple | 2005, 2006, 2008 |
| 3000 m indoor  | 2008             |

## Persoonlijke records
Outdoor
| Onderdeel      | Prestatie | Datum        | Plaats     |
| -------------- | --------- | ------------ | ---------- |
| 3000 m         | 8.09,26   | 23 juli 2008 | Brasschaat |
| 3000 m steeple | 8.35,25   | 28 mei 2007  | Rehlingen  |

Indoor
| Onderdeel | Prestatie | Datum            | Plaats |
| --------- | --------- | ---------------- | ------ |
| 3000 m    | 8.12,63   | 18 februari 2007 | Gent   |

## Palmares

### 3000 m
- 2007:  BK indoor AC - 8.12,63
- 2008:  BK indoor AC - 8.16,30

### 3000 m steeple
- 2001: 12e serie EK U23 in Amsterdam  - 9.09,96
- 2002:  BK AC - 8.43,97
- 2003: 10e EK U23 in Bydgoszcz  - 8.51,08
- 2005:  BK AC - 8.53,86
- 2006:  BK AC - 8.50,87
- 2008:  BK AC - 8.52,81
- 2009:  BK AC - 9.12,98

### 12 km
- 2008:  Zandvoort Circuit Run - 38.03

### 10 mijl
- 2009:  Antwerp 10 Miles - 49.03

### marathon
- 2011: 6e marathon van Brussel - 2:29.12

### berglopen
- 2007:  BK AC in Malmedy (12 km) - 48.34
- 2009:  BK AC in Malmedy
- 2009: 46 EK in Telfes am Stubai (11 km) - 1:06.51
- 2011: 58 EK in Bursa (12 km) - 1:09.34